# Грохолиці (гміна Садове)
Грохолиці (пол. Grocholice) — село в Польщі, у гміні Садове Опатовського повіту Свентокшиського воєводства.
Населення — 142 особи (2011).
У 1975-1998 роках село належало до Тарнобжезького воєводства.

## Демографія
Демографічна структура на день 31 березня 2011 року:
|          | Загалом | Допрацездатний вік | Працездатний вік | Постпрацездатний вік |
| -------- | ------- | ------------------ | ---------------- | -------------------- |
| Чоловіки | 72      | 15                 | 48               | 9                    |
| Жінки    | 70      | 14                 | 38               | 18                   |
| Разом    | 142     | 29                 | 86               | 27                   |